# Gmina Holbæk (1970–2006)
Gmina Holbæk (duń. Holbæk Kommune) była w latach 1970–2006 (włącznie) jedną z gmin w Danii w okręgu zachodniej Zelandii (Vestsjællands Amt). 
Siedzibą władz gminy było miasto Holbæk. 
Gmina Holbæk została utworzona 1 kwietnia 1970 na mocy reformy podziału administracyjnego Danii. Po kolejnej reformie 1 stycznia 2007 r. weszła w skład nowej gminy Holbæk.

## Dane liczbowe
- Liczba ludności: (♀ 17 101 + ♂ 18 012) = 35 113
  - wiek 0-6: 8,3%
  - wiek 7-16: 13,1%
  - wiek 17-66: 66,0%
  - wiek 67+: 12,6%
- zagęszczenie ludności: 220,8 osób/km²
- bezrobocie: 4,0% osób w wieku 17-66 lat
- cudzoziemcy z UE, Skandynawii i USA: 97 na 10 000 osób
- cudzoziemcy z krajów Trzeciego Świata: 384 na 10 000 osób
- liczba szkół podstawowych: 9 (liczba klas: 165)